# 博多鉄道構内営業
博多鉄道構内営業有限会社（はかたてつどうこうないえいぎょう）はかつてJR博多駅において駅弁の製造・販売を行っていた日本の企業。
1896年創業で、2010年12月まで寿軒（ことぶきけん）のブランドで駅弁を製造・販売していた。同社の駅弁（かしわめし弁当など）も廃業後は販売されなくなったが、広島駅弁当が2015年より駅弁事業から撤退した小郡駅弁当の駅弁のレシピを引き継いで新山口駅で駅弁の販売を行っているのを知った寿軒3代目社長の末永直行が広島駅弁当にオファー。同社が新たに子会社「博多寿改良軒株式会社」を設立。博多鉄道構内営業（寿軒）のレシピが残っていなかった為に完全再現とはならなかったが、太宰府市に伝わるかしわめしの作り方をヒントにした「博多名物かしわめし」を制作し、博多駅と小倉駅で販売を開始（復活）させた。

## 主な事業
- 駅弁の製造販売
- 仕出し弁当の製造販売

## 主な駅弁
- 博多玄海ちらしずし
- かしわめし
- めんたい弁当
- 博多どんたく弁当
- 九州の「彩」
- 筑前弁当
- 三色弁当
- ゆふいんの森弁当
- ソニック弁当
- つばめ弁当
- 博多釜めし

## 沿革
- 1896年（明治29年） - 創業
  - 博多駅開業時からの駅弁屋の撤退によりその事業を引き継ぐ形態で創業した。
- 1942年（昭和17年） - 戦時統合により当社と福間駅の駅弁屋が経営統合。現在の社名・組織となる。
  - 福間駅は後に折尾駅の駅弁に交代。
- 2010年（平成22年） - 年内をもって駅弁の販売から撤退した。